# Killington
Killington är en by och en civil parish i Cumbria, England. Orten har 152 invånare (2001). Den har en kyrka.